# MKEK MPT
MKEK MPT（トルコ語: Makina ve Kimya Endüstrisi Kurumu Milli Piyade Tüfeği）とは、トルコのMKE（Makina ve Kimya Endüstrisi Kurumu：「機械及び化学工業株式会社」の意）社がドイツのH&K社のHK416/HK417の設計を基に開発した自動小銃である。
モデル名及び愛称から“Mehmetçik（英語: Mehmetcik：メフメツィッキ）”とも呼ばれる。「Mehmetçik」とは“トルコ兵”を意味する愛称である。
開発元のMKEKはMPT-76をG3のように効果的で、AK-47のように信頼性が高く、M16のように実用的だと評価している。

## 概要
トルコ軍では長らく制式小銃としてドイツのH&K G3のトルコ軍向けモデルであるG3A7と及びG3小銃の5.56x45mm NATO弾モデルであるHK33とそのライセンス生産モデルである「T43」を使用してきたが、21世紀に入り、新型小銃の導入が計画された。
新型制式小銃にはMKE社によりH&K社の開発したM4カービンの独自改良型であるH&K HK416を採用し、8,000丁をH&K社より直接導入した後、ライセンスを所得して自国生産した“Mehmetcik-1（トルコ語: Mehmetçik-1）”が2010年より導入されてG3及びHK33を置き換える予定であったが、MKE社がライセンスの正式な取得を待たずに生産を開始し、これに対してH&K社が契約を破棄したため、2011年には計画が中止された。
その後、トルコ軍とMKE社は共同で新たな国産自動小銃である「MPT（Milli Piyade Tüfeği：トルコ語で“国家歩兵小銃”の意）」の計画を進め、これにより設計・開発され2013年から2014年にかけて完成した国産自動小銃がMKEK MPTである。
MKEK MPTは外観はHK417及びAR-10系列の自動小銃に類似しているが、MKE社ではそれらの設計を参考にしたものの機構は自社の新規開発であるとしており、機関部の設計には明確な差異があり、動作形式以外の共通点は無く、HK417やAR-10と部品の共通性はない。
7.62x51mm弾モデルと5.56x45mm弾モデルの2種類が開発され、7.62mm弾仕様の「MPT-76 Mehmetçik-2（英語: MPT-76 Mehmetcik-2）」は2014年5月には最初の生産分である400丁が試験運用のためにトルコ軍へ納入された。MPT-76は2015年には制式化されて本格生産を開始し、MKE社はこれに続き5.56x45mm仕様の「MPT-55」(計画時点ではMPT-56)の開発を完了し、-76と併せてG3とT43に替わるトルコ軍及び治安機関の主力アサルトライフルとする計画である。
MPTシリーズは-76、-55共にアサルトライフルモデルの他に銃身長の異なるカービンモデルやマークスマンライフルモデルといった各種派生仕様が展開される予定で、2015年には、トルコの軍事関連企業であり、MKEK社と共にMPT計画に参加したKaleKalıp（英語: KaleKalip）社により、ハンドガード側面のクーリングホール（通気孔）がそれまでの斜線形状から単純な横線形状になっている新型となっている5.56mmx45mm弾モデル、同じ新型ハンガードで銃身を短縮しHK416Cに似た伸縮式銃床を装備した9mmx19弾使用の短機関銃型の他、大型のマズルブレーキを装着した長銃身と調整可能な銃床を備えた7.62mmDMR（Designated Marksman Rifle：マークスマンライフルの略称）モデルが兵器見本市に出展されている。

## 運用
トルコ
G-3の後継として2015年12月に15,014丁を1800万ドルで発注し、2017年1月11日、最初の500丁を受け取った。MPT-55/55Kは70,000丁を発注し、2019年までに40,000丁以上を受領済み。

 北キプロス・トルコ共和国
2,500丁を発注。

 ソマリア
MPT-76 450丁を発注。

## 登場作品

### ドラマ
『ヤカモスS-245』
トルコ海軍の潜水艦「ヤカモスS-245」の臨時の装備として登場。太陽の磁場の変化により地球上のあらゆる生物が死滅してしまった世界で生存者を捜索する際、乗組員が護身用として装備する。スペインの鉱山で食料を求めに襲撃してきた鉱山職員に対して発砲した。